# إعلان جمهورية الصين الشعبية
أعلن عن تأسيس جمهورية الصين الشعبية رسميًا من قبل ماو تسي تونغ رئيس الحزب الشيوعي الصيني في 1 أكتوبر 1949 الساعة 3:00 مساءً في ميدان تيانانمين في بكين (بيبينغ سابقًا) العاصمة الجديدة للصين. وأُعلن رسمياً عن تشكيل الحكومة الشعبية المركزية تحت قيادة الحزب الشيوعي الصيني كحكومة للدولة الجديدة خلال خطاب الإعلان الذي ألقاه الرئيس في حفل التأسيس.
في 7 نوفمبر 1931 أعلن الحزب الشيوعي الصيني في رويجين [الإنجليزية] في جيانغشي وبدعم من الاتحاد السوفيتي عن إنشاء جمهورية سوفيتية باسم (الجمهورية السوفيتية الصينية) داخل الأراضي المضطربة التي يسيطر عليها المتمردون في الصين والتي لا تخضع للسيطرة القومية. استمرت الجمهورية السوفيتية الصينية سبع سنوات حتى تم إلغاؤها في عام 1937.
عزف النشيد الوطني الجديد مسيرة المتطوعين في الصين لأول مرة وكُشف النقاب رسميًا عن العلم الوطني الجديد لجمهورية الصين الشعبية (العلم الأحمر ذو الخمس نجوم) للأمة المؤسسة حديثًا ورفع لأول مرة خلال الاحتفالات بإطلاق 21 طلقة تحية من بعيد. أقيم أول عرض عسكري عام لجيش التحرير الشعبي الجديد آنذاك بعد رفع العلم الوطني مع عزف النشيد الوطني لجمهورية الصين الشعبية.
كانت جمهورية الصين قد تراجعت إلى جزيرة تايوان بحلول ديسمبر 1949.